# Оркестрові дзвони

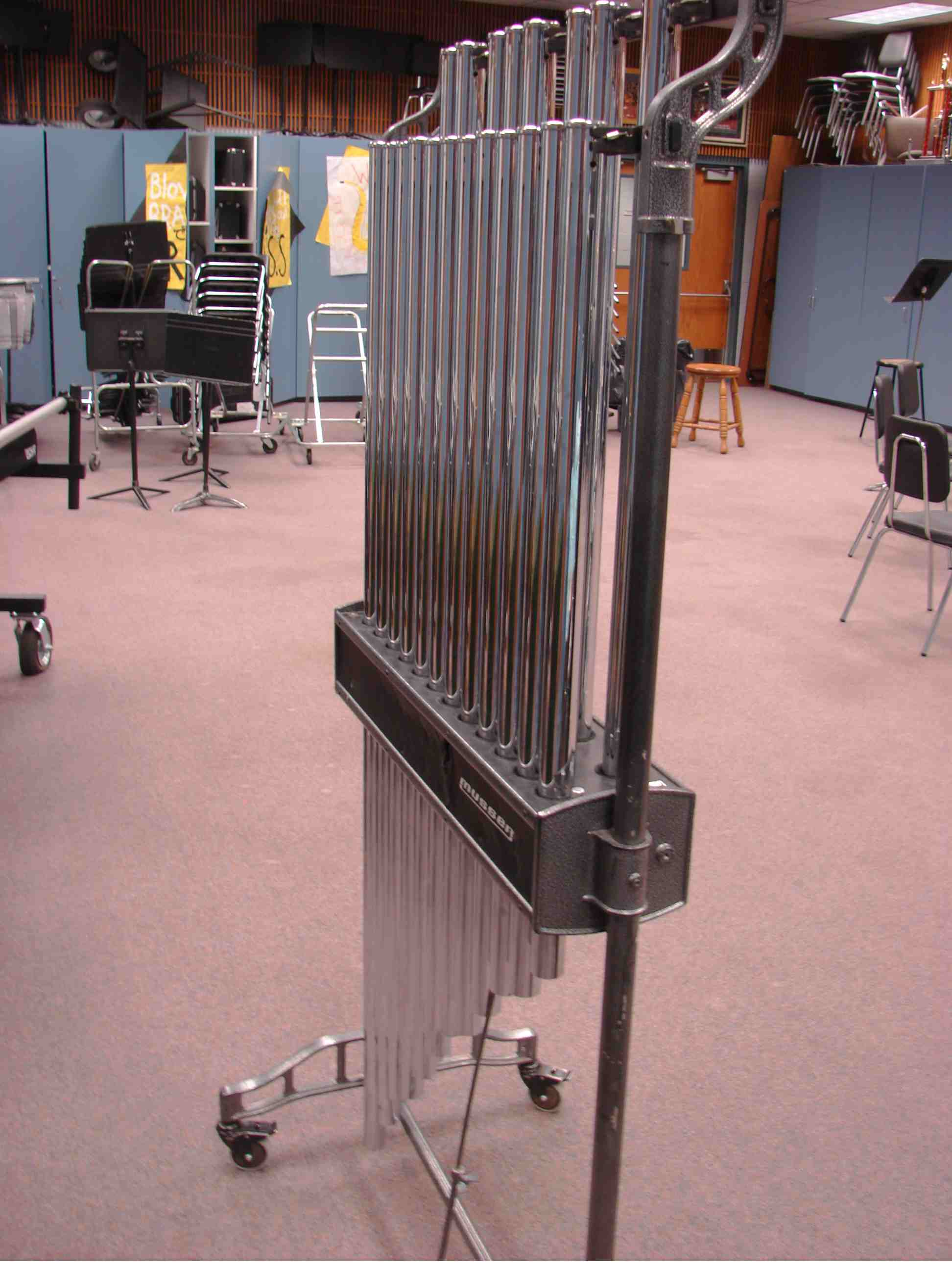
Оркестрові дзвони

Оркестро́ві дзво́ни (нім. Glocken; фр. cloches; італ. campane; англ. Tubular bells) — ударний інструмент симфонічного оркестру.
Являє собою набір з 12—18 циліндричних металевих трубок діаметром 25—38 мм, підвішених в спеціальній рамі (висота бл. 2 м).
Вдаряють калаталкою, голівка якої обтягнута шкірою.
Звукоряд хроматичний. Діапазон 1—1,5 октави (від с до f1); нотуються в скрипковому ключі октавой вище, ніж звучить).
Сучасні дзвони мають також керований педаллю демпфер, що використовують для заглушення звуку. В оркестрі інструмент використовують найчастіше для імітації дзвону.